# Бої за Нью-Йорк
Бої за Нью-Йорк — серія бойових дій, що тривають з початку повномасштабного вторгнення Росії в Україну у 2022 році в районі селища міського типу Нью-Йорк та його околиць на Донеччині, розташованого неподалік Торецька. Населений пункт і навколишня місцевість мають стратегічне значення, адже розміщені на стику важливих оборонних рубежів — Торецької агломерації та на межі з тимчасово окупованим промисловим центром Горлівка, що входить до Горлівсько-Єнакієвської агломерації.
У 2014 році в ході антитерористичної операції (АТО) над Нью-Йорком було знову встановлено контроль України після витіснення терористичних угруповань «ДНР». Упродовж 2022—2023 років, попри постійні артилерійські й ракетні обстріли, активних наступальних дій у безпосередній зоні населеного пункту не велося. Бої точилися переважно в інших частинах фронту на Донеччині.
Втім, із 2024 року лінія фронту поблизу Нью-Йорка почала змінюватися. У червні—липні 2024 року російські війська активізували наступальні дії на південь від селища, зокрема в напрямках Північного, Залізного та Південного, згодом розпочавши масштабні бойові дії вже безпосередньо в межах Нью-Йорка.

## 2022 рік
Упродовж 2022 року селище Нью-Йорк постійно перебувало під вогневим впливом Збройних сил Російської Федерації, включно зі спробами проникнення на його територію. Зокрема, фіксувалися випадки розвідки боєм.
У травні російські джерела поширили неправдиву інформацію про нібито «взяття» першої лінії оборони селища, однак ці твердження не відповідали дійсності.
- 15 травня — проросійське терористичне угруповання «ДНР», що здійснює незаконні збройні дії та є відповідальним за численні воєнні злочини на Донбасі, опублікувало допис із відео про бойові дії під Нью-Йорком. У відео згадується про «методичне та нетерпляче оточення численної групи українських військ»[3].

- 25 травня — російські підрозділи здійснили спробу прориву в східній частині селища, однак зазнали невдачі.
- 28 травня — окупаційні сили, ймовірно, закріпилися на південних околицях Нью-Йорка[4]. Попри це, лінія фронту залишалася відносно стабільною.
- 29 червня — один із проросійських телеграм-каналів, афілійований із незаконним збройним формуванням 9-ю мотострілецькою бригадою (раніше — «9-й полк МП» терористичного угруповування «ДНР»), опублікував відео з підписом «Робота танку та артилерії на підступах до Нью-Йорка»[5].

## 2023 рік
У 2023 році ситуація в селищі залишалася напруженою з тенденцією до погіршення. Починаючи з літа, російські війська активно застосовували керовані авіаційні бомби (КАБ) та фугасні авіаційні бомби (ФАБ), що призвело до значних руйнувань цивільної інфраструктури та житлових кварталів.
За деякими свідченнями, інтенсивність обстрілів сягала понад шести авіабомб на добу..
Застосовувалися такі боєприпаси:
- КАБ-250 та ФАБ-500 — для ударів по об'єктах критичної інфраструктури,
- систематичне бомбардування житлових будинків.

Авіаудари мали системний характер і були спрямовані на психологічний тиск на оборонців та цивільне населення.
Відеоматеріали:

## 2024 рік

### Початок року
До початку найактивнішої фази боїв за Нью-Йорк оборону населеного пункту тривалий час утримувала 24-та окрема механізована бригада імені короля Данила. Підрозділи бригади діяли на цьому напрямку ще з 2023 року, організовуючи оборону вздовж околиць селища.
У червні 2024 року, за офіційною інформацією, бригаду було виведено з позицій у Нью-Йорку для передислокації та посилення оборони на напрямку Часів Яру.
1 вересня, у день створення частини, на офіційній сторінці 24-ї ОМБр було опубліковано допис, в якому згадано про її участь в обороні Нью-Йорка. Зокрема, зазначалося, що королівська піхота не дала ворогу просунутися ні на метр, утримуючи позиції до ротації в червні 2024 року.
Упродовж 2024 року російські окупаційні війська неодноразово застосовували авіабомби (КАБ, ФАБ з УМПК) по селищу Нью-Йорк у Донецькій області. Основними цілями ставали як промислові об’єкти, зокрема фенольний завод, так і цивільна житлова забудова. Ідентифікацію типу застосованої авіації та боєприпасів здійснено за характером руйнувань і супутніми свідченнями у відкритих джерелах.
- 30 червня 2024 року — зафіксовано авіаційний удар по території фенольного заводу. Ідентифікація локації — на відео[15].

- 2 липня — Вільне радіо опублікувало матеріал про повторне бомбардування фенольного заводу з боку російських військ, із застосуванням бомб ФАБ-3000 М-54[16].

- 4 липня — завдано удару по житловому будинку в селищі з використанням ФАБ-250 або ФАБ-500. Будівлю ідентифіковано за координатами 48°19′26″ пн. ш. 37°49′38″ сх. д. / 48.323801° пн. ш. 37.827262° сх. д.[17].

- 11 липня — ПКС РФ завдали чергового авіаудару по фенольному заводу з використанням ФАБ-500 УМПК[18].

- 28 липня — зафіксовано наслідки ударів по іншому житловому будинку в Нью-Йорку. Ідентифіковано адресу за координатами 48°19′28″ пн. ш. 37°49′37″ сх. д. / 48.324567° пн. ш. 37.826848° сх. д.[19].

### Літньо-осіння фаза боїв заНью-Йорк(найактивніша)
У літньо-осінній період 2024 року тривали найзапекліші бої за Нью-Йорк. Лінія фронту на цій ділянці залишалася відносно стабільною протягом 2014–2024 років, однак у цей період російські війська здійснили масштабні наступальні дії.
{{hidden
```
|header = Наступ у напрямку Залізного та бої за масив «Петрівська гора» (липень 2024)
|content =

У цей період можна помітити бойові дії таких українських підрозділів:
```

- 425 ОШБ (у період боїв — 425-й окремий штурмовий батальйон «Скала»)
- 241 ОБрТрО
  -  206 ОбТрО
- 40 БрТА
- ССО
  - Окремий центр спеціальних операцій «Захід»
    - Whiskey Squad
    - UA_REG TEAM
- 41 ОМБр

Бойові дії також зафіксовано з боку таких російських підрозділів:
- 132 ОМСБр
- 9 ОМСБр
- ПКС РФ

- 1–2 липня 2024 року російські війська просунулись у бік станції Залізне (48°18′20″ пн. ш. 37°50′36″ сх. д. / 48.305563° пн. ш. 37.843378° сх. д.), розширивши сіру зону на вулицях Чапаєва, Донецькій та Першотравневій.
- 3 липня підрозділи окупантів уже закріпилися на околицях Нью-Йорка, захопивши майже всю Юр'ївку та просунувшись уздовж залізничних колій у напрямку селища.

Мапа бойових дій навколо Нью-Йорка станом на 1 липня 2024 року.

(за даними DeepStateMapLive)

Мапа бойових дій навколо Нью-Йорка станом на 3 липня 2024 року.

(за даними DeepStateMapLive)
- 5 липня канал бойовиків 132-ї бригади «Беркут» ЗС РФ (колишньої "ДНР") опублікував повідомлення про нібито прорив до району «Петрівська гора» та зайняття перших багатоповерхівок Нью-Йорка[20].
  - Населений пункт Нью-Йорк на Донеччині став одним із форпостів мужності та стійкості бійців  206 ОбТрО. Про це повідомили на офіційній сторінці батальйону у Facebook (архів). У дописі йдеться про взяття в полон російського військовослужбовця з радіостанцією під час стрілецького бою, утримання позицій українськими військовими, змушення підрозділів ЗС РФ до відступу, загибель одного українського воїна та подальше утримання рубежів попри обстріли та втрати.

- 6 липня те саме російське джерело оприлюднило відео, де боєць 9-ї бригади ЗС РФ (2-й мсб) підриває приватний будинок міною ТМ-62, але сам зазнає смертельного поранення[21].

- - Паралельно український 425-й окремий штурмовий полк «Скала» виклав відео штурмової операції з застосуванням M2 Bradley у міських умовах — дії безперечно відбувалися на вулицях Нью-Йорка.[22]
- 7 липня один із російських каналів згадав участь української «Скали» в спротиві, а також зазначив оборону з боку 41-ї ОМБр ЗСУ[23].

- 9 липня мапа DeepStateMAP підтвердила окупацію більшості багатоповерхівок масиву «Петрівська гора».

- 12 липня 425-й окремий штурмовий батальйон «Скала» опублікував відео наслідків обстрілів ТОВ науково-виробниче об'єднання «Інкор і Ко» КХП Фенольний завод  у Нью-Йорку ЗС РФ[24].

22 липня «Скала» показала бойову роботу M2 Bradley — на 1:00–1:04 видно, як техніка рухається повз школу №16 (48°19′32″ пн. ш. 37°49′29″ сх. д. / 48.325568° пн. ш. 37.824722° сх. д.), а подальші штурми відбуваються на вулицях Заводська та Єсеніна.
Упродовж липня — серпня було завдано ударів по скупченню російських військ у Нью-Йорку, де підрозділи ЗС РФ зайняли дев’ятиповерховий будинок. Для ураження було використано 2×AASM Hammer, удар нанесено силами 
 40 БрТА («Привид Києва»).  
Відео удару: Telegram (архів).

Упродовж липня — серпня
зафіксовано активність спецпризначенців безпосередньо в районі масиву «Петрівська гора». У штурмах брали участь бойові групи ССО України, зокрема:
- UA_REG TEAM — відео №1 (відео №2)
- Whiskey Squad — відео операції

UA_REG TEAM
- Відео №1 — «Торецький напрямок. Працюють ССО». Нью-Йорк входить до цього напрямку.  
  - 00:38 — постріл із танка приблизно з позиції на 48°19′28″ пн. ш. 37°49′43″ сх. д. / 48.324441° пн. ш. 37.828508° сх. д..

- Відео №2
  - 00:04–00:06 — у кадрі єдина 9-поверхова будівля Нью-Йорка (48°19′25″ пн. ш. 37°49′48″ сх. д. / 48.323570° пн. ш. 37.829968° сх. д.);
  - 00:13–00:15 — видно ринок на 48°19′35″ пн. ш. 37°49′35″ сх. д. / 48.326297° пн. ш. 37.826254° сх. д.;
  - 00:30 — зафіксовано постріл, ймовірно, з позицій 53-ї ОМБр (48°19′45″ пн. ш. 37°50′01″ сх. д. / 48.329048° пн. ш. 37.833614° сх. д.).

Whiskey Squad
- Відео №1
  - 00:32–00:34 — бронемобіль рухається уздовж 48°19′59″ пн. ш. 37°50′26″ сх. д. / 48.333179° пн. ш. 37.840677° сх. д.;
  - 01:18–01:23 — техніка потрапляє під удар біля 48°19′31″ пн. ш. 37°49′32″ сх. д. / 48.325194° пн. ш. 37.825681° сх. д., поруч із школою №16 у Нью-Йорку.

Ці географічні та візуальні орієнтири підтверджують, що відео знято саме в межах селища Нью-Йорк.

425-й окремий штурмовий полк «Скала» також проводив евакуацію цивільного населення з лінії вогню

Відповідні відео: Евакуація цивільних (архів)
Евакуація цивільних (архів)
}}
У цей період можна помітити бойові дії таких українських підрозділів:
- 425 ОШБ (у період боїв — 425-й окремий штурмовий батальйон «Скала»)
- 53 ОМБр
- «Азов»
- 26 АБр

Бойові дії також зафіксовано з боку таких російських підрозділів:
- 132 ОМСБр
- 9 ОМСБр
- ПКС РФ
- 6 серпня — медійні пропагандистські російські ресурси виклали відео з підняттям прапора на новому корпусі школи-інтернат №38 та заявили про «повне взяття» Нью-Йорку[28].

- 8 серпня — Опубліковано відео від 53-ї окремої механізованої бригади, на якому бійці знищують нещодавно встановлений російський прапор на захопленій окупантами спеціальній школі №38. На відео чітко видно новий корпус навчального закладу за координатами 48°20′12″ пн. ш. 37°49′25″ сх. д. / 48.336549° пн. ш. 37.823546° сх. д.[29]. У кінці ролика боєць 53-ї ОМБр піднімає український прапор на будівлі.

- 20–22 серпня — Зафіксовано використання FPV-дронів бригадою поблизу селища[30][31].
  - Було опубліковано відео бійцями 425-го окремого штурмового батальйону «Скала» з ураженням російських військ. Хоча в описі зазначено населений пункт Желанне, на відео ідентифікуються ті самі будівлі, що й у Нью-Йорку.[32].

- 23 серпня — До Дня Державного Прапора України бійці 53-ї ОМБР підняли український стяг за допомогою дрона на телекомунікаційній вежі[33].

- - На YouTube каналі «Бутусов Плюс» вийшло відео, в якому розповідається про ризиковану операцію бійців 425-го окремого штурмового батальйону «Скала». У відео описується завдання: на елеваторі перебували 5 російських військових з 9-ї ОМСБр РФ. Згодом було взято в полон 16 військових ЗС РФ. Дії проходили на елеваторі у Нью-Йорку.[34]
- 24 серпня — З нагоди Дня Незалежності України підрозділи 53 ОМБр ЗСУ розкидали над окупованими позиціями листівки із закликами до здачі або самоліквідації. На відео чітко видно залізничні колії станції Фенольна, що знаходиться в Нью-Йорку (48°19′48″ пн. ш. 37°50′25″ сх. д. / 48.329936° пн. ш. 37.840414° сх. д.)[35].

- Упродовж орієнтовного періоду з 25 серпня до 6 вересня 2024 року 4-й батальйон 101-ї окремої бригади охорони Генерального штабу імені генерал-полковника Геннадія Воробйова утримував оборону на території ТОВ науково-виробниче об'єднання «Інкор і Ко» (КХП «Фенольний завод») у селищі Нью-Йорк. Про це свідчать світлини з офіційного каналу підрозділу. У цей період російським силам вдалося частково обійти завод і тимчасово блокувати українських оборонців[36].

- 31 серпня — У відео показано виїзд бійців 53-ї бригади з позицій. У ролику у жартівливій формі згадується: «Нам обіцяли, що поїдемо за кордон у Нью-Йорк... ну щось це зовсім на Нью-Йорк не схоже»[37].

- 6 вересня — 12-та окрема бригада спеціального призначення «Азов» опублікувала відео, у якому підтвердила свою участь у боях за Нью-Йорк та його околиці. Зазначено, що ситуація на момент прибуття була критичною, однак завдяки злагодженим діям вдалося стабілізувати лінію фронту, відбити частину селища та деблокувати підрозділи в оточенні[38].

- 7 вересня — Опубліковано відео від ОК «Схід», на якому воїни 2-го механізованого батальйону 53-ї окремої механізованої бригади під шквальним вогнем артилерії та FPV-дронів встановлюють український прапор на елеваторі в Нью-Йорку.

У кадрі чітко ідентифікується сам об'єкт за координатами 48°19′53″ пн. ш. 37°49′41″ сх. д. / 48.331440° пн. ш. 37.827985° сх. д., а також навколишні будівлі.
- 9 вересня 2024 року — 26-та артилерійська бригада ЗСУ опублікувала відео на офіційній сторінці у Facebook. У ньому зазначається про спробу ЗС РФ здійснити штурм позицій. Локація на початку відео підписана як Нью-Йорк; ідентифікована вулиця Київська Нью-Йорк, що веде до виїзду з селища (координати: 48°20′50″ пн. ш. 37°50′13″ сх. д. / 48.347164° пн. ш. 37.837040° сх. д.)[40].

- 14 вересня 2024 року — згідно з даними інтерактивної мапи DeepStateMapLive, російські окупаційні війська захопили територію фенольного заводу (ТОВ «Інкор і Ко»), розташованого в центральній частині Нью-Йорка. Також зафіксовано просування та встановлення контролю над частиною північної частини селища[41].

- 20–27 вересня 2024 року — в цей період, за даними інтерактивної мапи DeepStateMapLive, російські окупаційні війська продовжили розширення зони контролю в межах селища Нью-Йорк. Було зафіксовано поступове просування та захоплення окремих опорних пунктів і позицій у західній і північній частинах населеного пункту.[42]

- - Водночас, 20 вересня бригада «Азов» опублікувала відео, яке демонструє ситуацію під час боїв у районі Нью-Йорка та Леонідівки. На початку відео можна чітко ідентифікувати зруйновані будівлі Нью-Йорка, зокрема елеватор і будівлю музею історії Нью-Йорка.[43]

- 21 вересня — 4-й батальйон 101 ОБрО ГШ ЗСУ опублікував відео, що демонструє роботу підрозділу. Хоча у дописі не вказано назву населеного пункту, на кадрах (0:11–0:14) чітко видно церкву в Нью-Йорку (координати: 48°20′01″ пн. ш. 37°49′41″ сх. д. / 48.333685° пн. ш. 37.828010° сх. д.)[44].

- 27 вересня — підрозділ опублікував ще одне відео про знищення ворога. В кадрах 0:31 та 0:33–0:34 ідентифіковано забудову Нью-Йорка за координатами: 48°19′51″ пн. ш. 37°49′47″ сх. д. / 48.330828° пн. ш. 37.829618° сх. д. і 48°19′56″ пн. ш. 37°49′41″ сх. д. / 48.332167° пн. ш. 37.828046° сх. д.[45].

- 3 жовтня 2024 року — на офіційному YouTube-каналі бригади «Азов» опубліковано відео, що демонструє відбиття масштабного штурму позицій під Нью-Йорком[46]. Того ж дня на офіційному Telegram-каналі 5-й батальйон спеціального призначення «Любарт» (на момент боїв) було опубліковано допис про участь батальйону у відбитті штурмів під Нью-Йорком у складі бригади «Азов»[47].

- 10 жовтня 2024 року — за даними інтерактивної мапи DeepStateMapLive, російські окупаційні війська повністю зайняли західну частину селища Нью-Йорк у Донецькій області.[48]

- 14 жовтня 2024 року — на офіційних каналах YouTube та Telegram 5-го батальйону спеціального призначення «Любарт» (на момент боїв) оприлюднено відео, в якому повідомляється про щоденні надважкі бої за утримуване російськими силами селище Нью-Йорк, у яких брали участь бійці батальйону[49].

- 16 жовтня 2024 року — російські окупаційні війська повністю захопили селище Нью-Йорк, розташоване поблизу великого тимчасово окупованого міста Горлівка. Оборона населеного пункту трималася ще з часів Антитерористичної операції (АТО), згодом — Операції об’єднаних сил (ООС), та тривала до 16 жовтня 2024 року в умовах повномасштабного вторгнення. Саме в цей день окупаційні сили відбили останні українські позиції на півночі Нью-Йорка.[50]

- 19 листопада — до 1000-го дня широкомасштабного вторгнення53-тя ОМБр опублікувала підсумкове відео, де зазначила про участь у боях за Нью-Йорк[51].